# Marjona Malikova
 (décembre 2023).
Marjona Malikova, née le 17 juillet 2002 à Samarcande (Ouzbékistan) est une joueuse d'échecs ouzbèke. Elle détient le titre de Maître international féminin (2023) et est membre de l'équipe nationale d'échecs de l'Ouzbékistan. En 2019, elle remporte le Championnat d'échecs de l'Ouzbékistan et en 2022, elle participe à l'Olympiade mondiale d'échecs.

## Biographie
Marjona Malikova naît le 17 juillet 2002 dans le district d'Akdarynsky de la région de Samarcande. Elle commence à jouer aux échecs à l'âge de neuf ans. À partir de 2017, elle participe à des tournois d'échecs majeurs. Cette année-là, Malikova se classe onzième au Championnat d'Asie à Tachkent. La même année, elle participe au tournoi international d'échecs Qarshi-Open à Karshi.
En 2018, Malikova participe au Championnat d'échecs des pays de l'Asie occidentale qui se tient à Tachkent et obtient la cinquième position. La même année, elle remporte le championnat national d'échecs scolaires.
En 2019, lors du Championnat d'Asie d'échecs à Tachkent, Malikova remporte une médaille d'argent,. La même année, elle devient la championne d'Ouzbékistan d'échecs.
En 2020, elle remporte la médaille de bronze lors de la compétition d'échecs commémorative Anarkulov à Samarcande. Cependant, en 2021, elle termine à la sixième position lors du Championnat d'échecs féminin d'Ouzbékistan, et en 2022, elle se classe quatrième dans le même championnat,.
En 2022, l'équipe nationale d'échecs d'Ouzbékistan, comprenant Marjona Malikova, participe à la 44e olympiade d'échecs à Chennai, en Inde,,,,. Sur sept parties, elle remporte trois victoires et fait un match nul. Pour sa participation à l'Olympiade d'échecs, le président Shavkat Mirziyoyev de l'Ouzbékistan lui décerne la médaille « Kelajak bunyodkori » (« Créatrice de l'avenir »),,,,. La même année, Malikova remporte la médaille d'or lors du Championnat d'Asie occidentale d'échecs 2022 à Yssyk Koul, Korumdu, au Kirghizistan,.
En 2023, elle obtient le titre de maître international féminin.